# Poseidonemertes gondwanae
Poseidonemertes gondwanae är en djurart som tillhör fylumet slemmaskar, och som beskrevs av Kirsteuer 1967. Poseidonemertes gondwanae ingår i släktet Poseidonemertes och familjen Amphiporidae. Inga underarter finns listade i Catalogue of Life.